# Chlaenius pimalicus
Chlaenius pimalicus är en skalbaggsart som beskrevs av Thomas Casey. Chlaenius pimalicus ingår i släktet Chlaenius och familjen jordlöpare. Inga underarter finns listade i Catalogue of Life.